# هانزا دبلیو-۱۲
هانزا دبلیو-۱۲ (به انگلیسی: Hansa-Brandenburg_W.12) یک هواگرد از نوع جنگنده آب‌نشین ساخت شرکت هنسا-برندنبرگ است. هواگرد هانزا دبلیو-۱۲ نخستین پروازش را در Early 1917 میلادی انجام داد. در مجموع، تعداد ۱۸۱ فروند از این هواگرد ساخته شده‌است.
طراح این هواگرد، ارنست هاینکل بود.